# Maharajganj (huyện)
Huyện Maharajganj là một huyện thuộc bang Uttar Pradesh, Ấn Độ. Thủ phủ huyện Maharajganj đóng ở Maharajganj. Huyện Maharajganj có diện tích 2948 ki lô mét vuông. Đến thời điểm năm 2001, huyện Maharajganj có dân số 2167041 người.